# Gevingey
Gevingey település Franciaországban, Jura megyében. Lakosainak száma 441 fő (2022. január 1.). Gevingey Messia-sur-Sorne, Cesancey, Chilly-le-Vignoble, Courbouzon, Frébuans, Geruge, La Chailleuse és Trenal községekkel határos.

## Népesség
A település népességének változása:
| Lakosok száma | 405  | 379  | 384  | 462  | 458  | 455  | 451  | 452  | 449  | 441  |
|               | 1968 | 1982 | 1990 | 2006 | 2013 | 2015 | 2017 | 2019 | 2020 | 2022 |